# Flames d'Atlanta
Les Flames d’Atlanta sont une franchise de hockey sur glace d'Amérique du Nord. L'équipe évolue dans la Ligue nationale de hockey entre 1972 et 1980. Le club est transféré à Calgary au début de la saison 1980-1981 pour devenir les Flames de Calgary.

## Histoire

### La création de l'équipe
L'histoire des Flames débute en 1968 quand l'homme d'affaires Tom Cousins et l'ancien gouverneur de la Géorgie Carl Sanders achètent une équipe de basket-ball de la National Basketball Association, les Hawks de Saint-Louis, et l'installent à Atlanta faisant d'elle la troisième franchise de sport majeur professionnel dans la capitale de la Géorgie.
Les Hawks nécessitant une nouvelle salle pour jouer, le Omni Coliseum est construit. Ce nouvel établissement, propriété de Cousins et du reste du Omni Sports Group Consortium, fait partie de l'offre déposée à la Ligue nationale de hockey pour l'obtention d'une nouvelle franchise de hockey. Il est annoncé en novembre 1971, neuf mois après la fin des travaux de constructions de l'Omni, que la ville d'Atlanta se voit  attribuer une équipe pour la saison 1972-1973 et que le hockey s'étendra vers le sud. Plusieurs observateurs qualifient cette décision d'absurde et de loufoque, le hockey sur glace étant un sport nordique et, qui plus est, le bassin de joueurs ayant été fortement dilué par des expansions répétées et par la nouvelle Association mondiale de hockey. Cette expansion n'est pas prévue par les dirigeants de la LNH, mais voulant contrer l'AMH, ils décident d'installer des concessions dans deux villes où des installations adéquates venaient d'ouvrir, Atlanta et Long Island (New York) – il s'agit alors de la création des Islanders de New York.
L'équipe d'Atlanta débute néanmoins ses opérations, nommant le jeune Cliff Fletcher comme directeur-général. Celui-ci désigne le premier entraîneur-chef de l'histoire des Flames : l'ancienne étoile des Canadiens de Montréal, Bernard « Boum Boum » Geoffrion. Le nom anglais de Flames fait référence à l'incendie volontaire qu'a employé le Général William Tecumseh Sherman pour faire tomber la ville d'Atlanta en 1864 qui était alors bastion des États confédérés d'Amérique au cours de la Guerre de Sécession.

### Les premières saisons

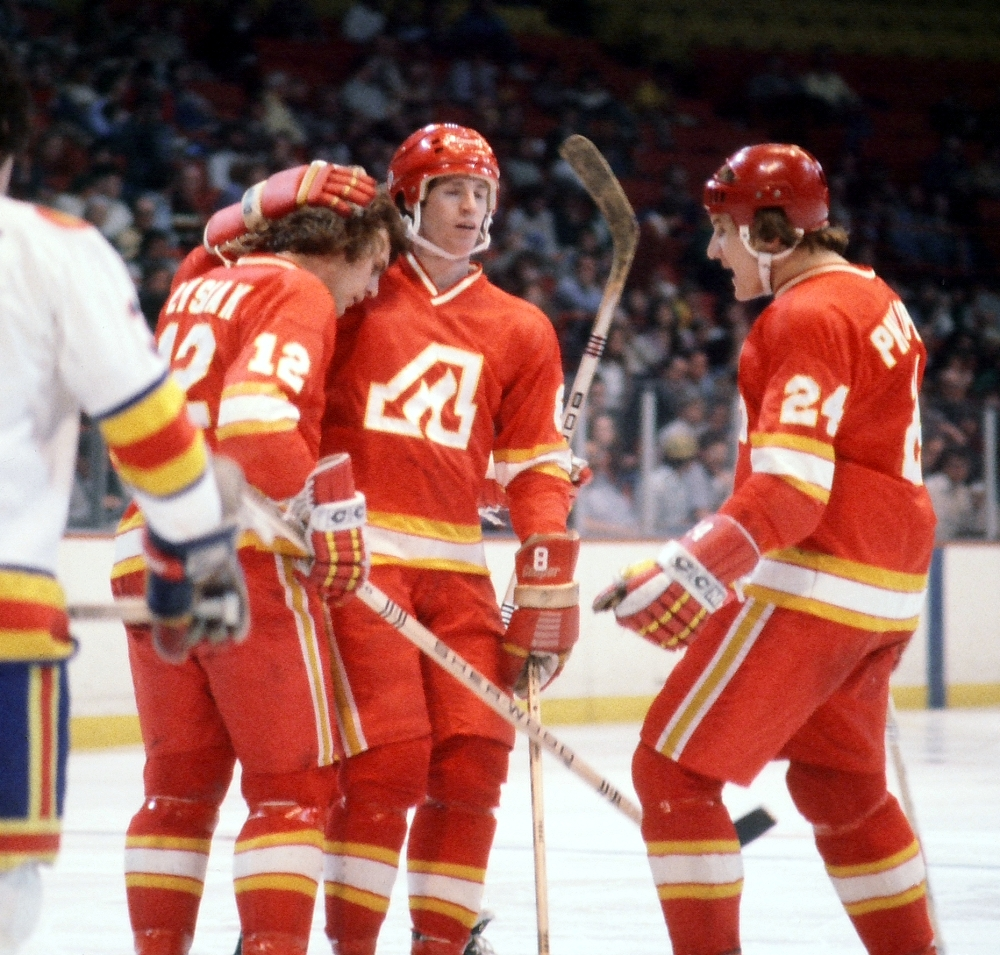
Tom Lysiak (à gauche) célèbre un but avec Dave Shand et Harold Phillipoff en 1978.

Le premier match de l'équipe est joué le 7 octobre 1972 contre les Islanders sur la glace de ces derniers et les Flames s'imposent trois buts à deux. Le premier but de l'histoire des Flames est inscrit par Morris Stefaniw sur une passe de Lew Morrison en situation d'infériorité numérique. L'équipe s'avère une agréable surprise à sa première saison, son succès reposant sur le brio des gardiens nouvellement vedettes Daniel Bouchard et Phil Myre, sur une défensive solide assurée par Randy Manery et Pat Quinn ainsi que sur une bonne attaque entre les mains de Rey Comeau, du capitaine Keith McCreary, de Larry Romanchych et de Bobby Leiter.
Malgré son inexpérience en tant qu'équipe, les Flames obtiennent du succès dans la première moitié de la saison avec une fiche de vingt victoires, dix-neuf défaites et huit parties nulles. Malheureusement pour eux, ils perdent dix-neuf de leurs trente dernières rencontres pour terminer la saison avec 65 points, ratant les séries. L'équipe termine à la septième place de la division – sur huit équipes – mais à la douzième place de la LNH sur seize équipes et avec plus de deux fois plus de points que les Islanders, bons derniers avec trente points récoltés en soixante-dix-huit matchs.
Le succès de l'équipe sur et hors glace se poursuivit la saison suivante, avec le choix de Tom Lysiak en tant que deuxième joueur du repêchage amateur de 1973, derrière Denis Potvin sélectionné par l'équipe de New York. L'équipe se renforce également en récupérant Eric Vail, lors de la deuxième ronde, les deux joueurs devenant rapidement les meilleurs avants du club. En effet, Lysiak finit meilleur pointeur des Flames lors de sa saison rookie. Lysiak est candidat pour recevoir le trophée Calder du meilleur rookie de la saison, mais finalement, Potvin remporte le trophée alors que les deux joueurs totalisent le même nombre de points. D'un point de vue collectif, les Flames terminent la saison quatrièmes de la division Ouest, s'assurant une place pour les séries éliminatoires de la Coupe Stanley. Étant les derniers qualifiés de la division, ils sont opposés aux premiers de leur division, les Flyers de Philadelphie, deuxième meilleure équipe de la saison, juste un point derrière les Bruins de Boston. Bob Murray inscrit le premier but de l'histoire de l'équipe en séries le soir du premier match, le 9 avril 1974, mais il ne peut rien pour empêcher son équipe de perdre le match, 4-1, puis la série en quatre matchs sans appel. Les Flyers remporteront la Coupe Stanley par la suite.
La troisième saison des Flames fut décevante, l'équipe ne parvenant pas à se tailler une place en séries. Contrairement au repêchage précédent où Fletcher avait choisi des renforts immédiats, celui de 1974 fut particulièrement décevant (les seuls joueurs notables étant Guy Chouinard, le plus jeune joueur jamais repêché, et Pat Ribble). Les blessures vinrent ralentir les meilleurs vétérans à l'attaque, Leiter et Romanchych, de même que l'ancien choix de première ronde Jacques Richard. Le très populaire Geoffrion se désista de son poste et dut être remplacé par l'entraîneur-chef du club affilié des Flames dans la Central Hockey League, Fred Creighton. La saison ne fut pas entièrement noire pour les Flames cependant, car Lysiak a continué sa progression et Vail a marqué 39 buts à sa saison recrue, établissant un record de concession, pour remporter le trophée Calder.

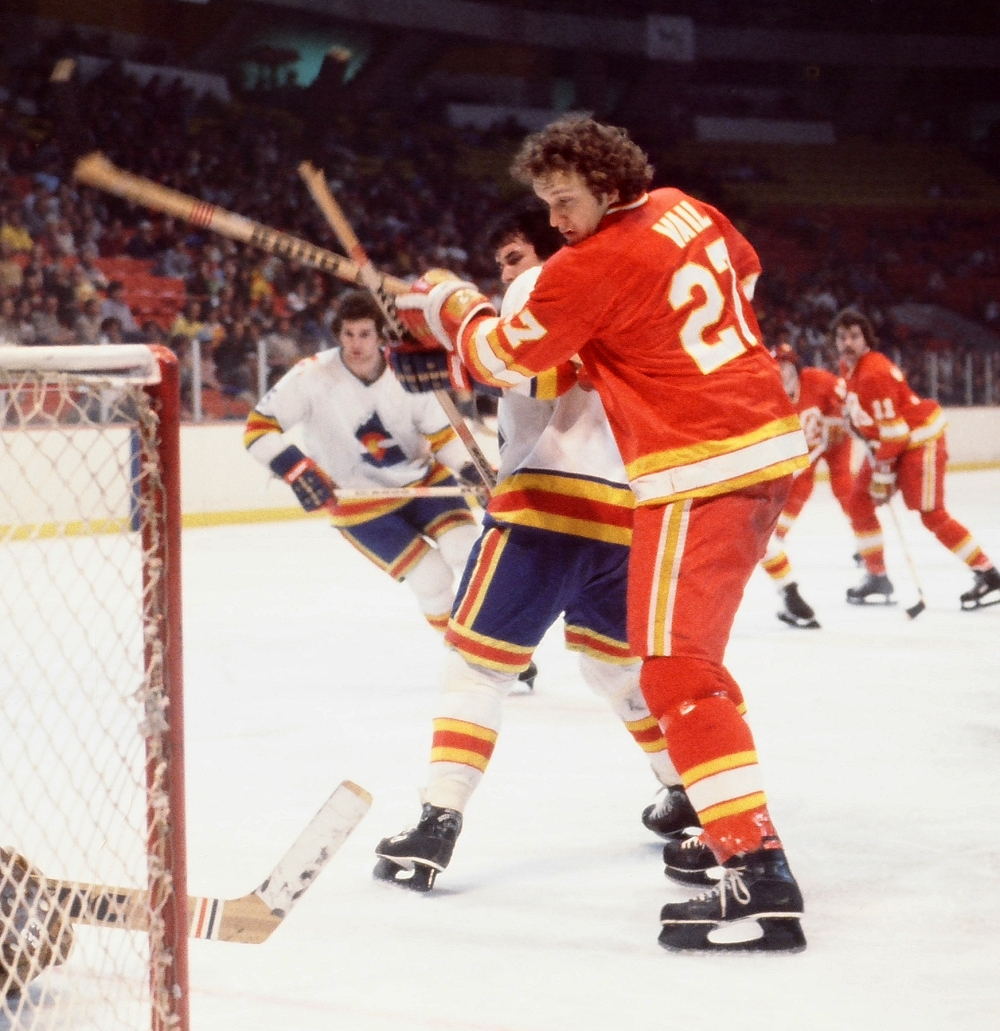
Eric Vail portant les couleurs des Flames contre les Rockies du Colorado en 1978.

Le jeu de l'équipe s'améliora d'un cran la saison suivante sous les ordres de l'exigeant Creighton. Les Flames enregistrèrent leur première saison gagnante et se qualifièrent de nouveau pour les séries. Lysiak continua à mener les compteurs de l'équipe tandis que Fletcher amenait de la profondeur à tous les postes en allant chercher le robuste attaquant Bill Clement, Claude Saint-Sauveur, un produit de l'AMH, le marqueur Bill Flett et le pilier de défensive Larry Carrière. La deuxième saison de Vail fut cependant écourtée par les blessures et encore une fois, l'équipe tira rapidement sa révérence en séries, s'inclinant face aux Kings de Los Angeles en première ronde. Les premiers signes de difficulté hors-glace se manifestent, le nombre de spectateurs moyen à l'Omni ayant diminué de 1 000.
La saison 1976-1977 fut marquée par l'addition de jeunes joueurs notables en provenance du club-école de Tulsa. Le talentueux attaquant Guy Chouinard était finalement du calibre de la LNH, et le défenseur Ken Houston et l'avant Willi Plett commencèrent à terroriser l'adversaire par leur jeu physique. Les vieux de l'équipe (Quinn, Manery, Romanchych, Leiter et Kerry Ketter, entre autres) ont tous trouvé preneur ailleurs, laissant toute la place au jeune noyau des Lysiak, Vail, Plett et Chouinard.
Dès 1977, le superbe gardien Daniel Bouchard (hockey sur glace) annonce publiquement qu'il veut être le gardien numéro 1 de l'équipe et refuse de continuer à partager le travail avec Myre. En 1978, Myre est échangé à l'ancien employeur de Fletcher, les Blues de Saint-Louis, avec le prolifique marqueur Curt Bennett et l'arrière Barry Gibbs contre l'avant offensif Bob MacMillan et le défenseur Dick Redmond. L'assistance continue encore à décroître de 1 500 personnes, tandis que les jeunes Flames continuent de se montrer incapables de franchir la première ronde des séries.
1978-1979 commence avec une impressionnante fiche de 12-1-2, dont 10 victoires consécutives, et bien que le rythme ne fut pas conservé toute la saison, les Flames réussissent malgré tout une fiche de 41-31-8, soit 90 points, un record de concession. Bien que Lysiak ait grandement contribué au succès de l'équipe en début de saison, il se blessa pour la première fois de sa carrière, ce qui ralentit sa production offensive. Il fut cédé aux Black Hawks de Chicago dans un échange à sept joueurs qui amena le talentueux centre yougoslave Ivan Boldirev, le rapide Darcy Rota et le fiable défenseur Phil Russell. Chouinard termine la saison avec 50 buts, le premier et seul joueur des Flames d'Atlanta à atteindre ce plateau, tandis que MacMillan remporte le trophée Lady Byng.
1979-1980 s'avèrera la dernière saison à Atlanta. Le manque de succès de l'équipe entraine la fin du règne de Creighton à la barre de l'équipe, alors que Al MacNeil arrive comme remplaçant. Fletcher continue d'ajouter du talent à l'équipe, dont le magnifique attaquant suédois Kent Nilsson, le défenseur recrue Paul Reinhart, le défenseur finlandais Pekka Rautakallio et le vétéran attaquant Don Lever. L'équipe participe de nouveau aux séries, mais l'histoire se répète encore - élimination rapide au tour préliminaire.
Le Omni Sports Group ne pouvant plus soutenir financièrement le club à cause de la baisse des ventes de billets, de la hausse des coûts d'exploitation et de l'absence d'un contrat de télévision majeur, Cousins et le reste de son consortium furent très réceptifs à l'offre faite par un groupe d'hommes d'affaires canadiens mené par l'excentrique entrepreneur américain Nelson Skalbania. Cousins vendit le club pour 16 millions de dollars, un record à l'époque, et la franchise fut installée à Calgary.
Les Flames auront participé aux séries 6 fois à leurs 8 premières saisons, un record amélioré seulement par les Nordiques de Québec, les Oilers d'Edmonton et les Rangers de New York dans toute l'histoire de la ligue, et ils n'affichèrent pas de fiche perdante après 1974. Le succès de l'équipe se poursuivit à la suite du déménagement, et les Flames de Calgary connurent beaucoup de réussite, remportant même la Coupe Stanley en 1989.

## Bilan saison par saison
| No     | No        |     | Saison régulière | Saison régulière | Saison régulière | Saison régulière | Saison régulière | Saison régulière | Saison régulière | Saison régulière            | Saison régulière |               | Séries éliminatoires | Séries éliminatoires | Séries éliminatoires | Séries éliminatoires                                             | Séries éliminatoires | Séries éliminatoires |
| No     | No        | PJ  | V                | D                | N                | Pts              | BP               | BC               | Pun              | Classement                  | PJ               | V             | D                    | BP                   | BC                   | Progression                                                      |                      |                      |
| ------ | --------- | --- | ---------------- | ---------------- | ---------------- | ---------------- | ---------------- | ---------------- | ---------------- | --------------------------- | ---------------- | ------------- | -------------------- | -------------------- | -------------------- | ---------------------------------------------------------------- | -------------------- | -------------------- |
| 1      | 1972-1973 | 78  | 25               | 38               | 15               | 65               | 191              | 239              | 852              | Septièmes division Ouest    | Non qualifiés    | Non qualifiés | Non qualifiés        | Non qualifiés        | Non qualifiés        | Non qualifiés                                                    | Non qualifiés        |                      |
| 2      | 1973-1974 | 78  | 30               | 34               | 14               | 74               | 214              | 238              | 841              | Quatrièmes division Ouest   | 4                | 0             | 4                    | 6                    | 17                   | Défaite en quart de finale 0-4 contre les Flyers de Philadelphie |                      |                      |
| 3      | 1974-1975 | 80  | 34               | 31               | 15               | 83               | 243              | 233              | 915              | Quatrièmes division Patrick | Non qualifiés    | Non qualifiés | Non qualifiés        | Non qualifiés        | Non qualifiés        | Non qualifiés                                                    | Non qualifiés        |                      |
| 4      | 1975-1976 | 80  | 35               | 33               | 12               | 82               | 262              | 237              | 928              | Troisièmes division Patrick | 2                | 0             | 2                    | 1                    | 3                    | Défaite au premier tour 0-2 contre les Kings de Los Angeles      |                      |                      |
| 5      | 1976-1977 | 80  | 34               | 34               | 12               | 80               | 264              | 265              | 889              | Troisièmes division Patrick | 3                | 1             | 2                    | 7                    | 11                   | Défaite au premier tour 1-2 contre les Kings de Los Angeles      |                      |                      |
| 6      | 1977-1978 | 80  | 34               | 27               | 19               | 87               | 274              | 252              | 984              | Troisièmes division Patrick | 2                | 0             | 2                    | 5                    | 8                    | Défaite au premier tour 0-2 contre les Red Wings de Détroit      |                      |                      |
| 7      | 1978-1979 | 80  | 41               | 31               | 8                | 90               | 327              | 280              | 1 158            | Quatrièmes division Patrick | 2                | 0             | 2                    | 5                    | 9                    | Défaite au premier tour 0-2 contre les Maple Leafs de Toronto    |                      |                      |
| 8      | 1979-1980 | 80  | 35               | 32               | 13               | 83               | 282              | 269              | 1 048            | Quatrièmes division Patrick | 4                | 1             | 3                    | 8                    | 14                   | Défaite au premier tour 1-3 contre les Rangers de New York       |                      |                      |
| Totaux | Totaux    | 636 | 268              | 260              | 108              | 644              | 2 057            | 2 013            | 7 615            |                             | 17               | 2             | 15                   | 29                   | 62                   |                                                                  |                      |                      |

## Affiliations
Les franchises de la Ligue nationale de hockey ayant un effectif limité par convention, elles sont « affiliées » chaque saison à une ou plusieurs équipes de ligues moins importantes. Ceci leur permet de recruter de jeunes joueurs lors des repêchages annuels tout en leur permettant de continuer leur développement sans les lancer trop tôt dans le « grand bain ». De plus, ces équipes affiliées (aussi nommées clubs-écoles ou farm team en anglais) constituent une réserve de talents pour les franchises de la LNH qui font appel à eux au gré des blessures et/ou méformes des joueurs de l'effectif de départ. À l'exception de quelques équipes propriétaires elles-mêmes de leur club-école, les affiliations sont conclues par une entente contractuelle et ne sont donc pas figées dans le temps. Au cours de leur histoire, les Flames d'Atlanta ont été affiliés aux équipes suivantes :
- 1972-1975 : Knights d'Omaha (LCH)
- 1975-1976 : Voyageurs de la Nouvelle-Écosse (LAH)
- 1975-1979 : Oilers de Tulsa (LCH)
- 1979-1980 : Bulls de Birmingham (LCH)

### Affiliations secondaires
En plus de ces équipes, les franchises de la LNH possèdent une ou des affiliations dites « secondaires » avec des équipes évoluant dans des ligues mineures. Ces équipes, sont généralement utilisées comme réservoir pour les équipes précédentes en cas d'absence de joueurs blessés ou partis évoluer avec une équipe de la LNH. Au cours de leur histoire, les Flames ont eu les affiliations secondaires suivantes :
- 1973-1975 : Capitols de Des Moines (LIH)
- 1976-1977 : Generals de Greensboro (SHL)
- 1976-1977 : Firebirds de Philadelphie (NAHL)
- 1977-1980 : Mohawks de Muskegon (LIH)

## Personnalités de l'équipe

### Joueurs

#### Records de la franchise
94 joueurs ont porté les couleurs des Flames d'Atlanta. Parmi eux, Eric Vail est celui avec le plus grand total de matchs joués pour l'équipe avec 469 parties disputées, une de plus que Rey Comeau tandis que Daniel Bouchard, seul joueur présent durant les huit saisons d'existence de l'équipe, est le gardien le plus utilisé par l'équipe avec 384 rencontres jouées, dont 164 victoires et 20 blanchissages. Vail est également le meilleur buteur de l'histoire du club avec 174 buts. Tom Lysiak est quant à lui le meilleur passeur et pointeur de l'équipe avec 276 et 431 réalisations ; Willi Plett connaît quant à lui 738 minutes de pénalités, plus grand total de l'équipe.
En 1978-1979, plusieurs records de franchise sur une saison sont établis : Bob MacMillan inscrit 108 points, dont 71 aides tandis que Guy Chouinard devient le premier et seul joueur d'Atlanta à atteindre la barre des 50 buts sur une saison. L'année suivante, Willi Plett passe 231 minutes sur le banc de pénalité, soit le plus grand total des Flames.
Pour les significations des abréviations, voir statistiques du hockey sur glace.

| Joueur             | Pos | PJ  | B   | A   | Pts | Pun | Période   |
| ------------------ | --- | --- | --- | --- | --- | --- | --------- |
| Tom Lysiak         | A   | 445 | 155 | 276 | 431 | 329 | 1973-1979 |
| Eric Vail          | A   | 469 | 174 | 209 | 383 | 223 | 1973-1980 |
| Guy Chouinard      | A   | 318 | 126 | 168 | 294 | 56  | 1974-1980 |
| Curt Bennett       | C   | 405 | 126 | 140 | 266 | 190 | 1972-1980 |
| Bob MacMillan (en) | C   | 208 | 90  | 131 | 221 | 50  | 1977-1980 |
| Rey Comeau         | C   | 468 | 88  | 126 | 214 | 153 | 1972-1978 |
| Ken Houston        | D   | 350 | 91  | 108 | 199 | 332 | 1975-1980 |
| Bill Clement       | C   | 297 | 69  | 107 | 176 | 136 | 1975-1980 |
| Willi Plett        | A   | 296 | 91  | 83  | 174 | 738 | 1975-1980 |
| Randy Manery       | D   | 377 | 30  | 142 | 172 | 242 | 1972-1977 |

#### Capitaines
L'équipe a connu quatre capitaines au cours de son existence :
| Période   | Nom du ou des joueurs |
| --------- | --------------------- |
| 1972-1975 | Keith McCreary        |
| 1975-1977 | Pat Quinn             |
| 1977-1979 | Tom Lysiak            |
| 1979-1980 | Jean Pronovost        |

#### Repêchages
Chaque année et depuis 1963, les joueurs des ligues juniors ont la possibilité de signer des contrats avec les franchises de la LNH. Cette section présente par année les premiers choix de repêchage des Flames ainsi que l'équipe mineure dans laquelle ce joueur évoluait la saison précédant le repêchage.
| Année | Nom du joueur                  | Rang                           | Équipe mineure (ligue)                                         |
| ----- | ------------------------------ | ------------------------------ | -------------------------------------------------------------- |
| 1972  | Jacques Richard                | 2e                             | Remparts de Québec (LHJMQ)                                     |
| 1973  | Tom Lysiak Vic Mercredi        | 2e 16e                         | Tigers de Medicine Hat (LHOu) Bruins de New Westminster (LHOu) |
| 1974  | Pas de choix de première ronde | Pas de choix de première ronde | Pas de choix de première ronde                                 |
| 1975  | Richard Mulhern                | 8e                             | Castors de Sherbrooke (LHJMQ)                                  |
| 1976  | David Shand Harold Phillipoff  | 8e 10e                         | Petes de Peterborough (LHO) Bruins de New Westminster (LHOu)   |
| 1977  | Pas de choix de première ronde | Pas de choix de première ronde | Pas de choix de première ronde                                 |
| 1978  | Brad Marsh                     | 11e                            | Knights de London (LHO)                                        |
| 1979  | Paul Reinhart                  | 12e                            | Rangers de Kitchener (LHO)                                     |

### Entraîneurs
Au cours de son histoire, l'équipe a eu trois entraîneurs successifs.
| No | Nom               | Premier match   | Dernier match  | Saison régulière | Saison régulière | Saison régulière | Saison régulière | Saison régulière | Saison régulière | Séries éliminatoires | Séries éliminatoires | Séries éliminatoires | Séries éliminatoires | Remarques |
| No | Nom               | Premier match   | Dernier match  | PJ               | V                | D                | N                | P                | % V              | PJ                   | V                    | D                    | % V                  | Remarques |
| -- | ----------------- | --------------- | -------------- | ---------------- | ---------------- | ---------------- | ---------------- | ---------------- | ---------------- | -------------------- | -------------------- | -------------------- | -------------------- | --------- |
| 1  | Bernard Geoffrion | 7 octobre 1972  | 2 février 1975 | 208              | 77               | 92               | 39               | 193              | 46,4             | 4                    | 0                    | 4                    | 0,0                  |           |
| 2  | Fred Creighton    | 5 février 1975  | 12 avril 1979  | 348              | 156              | 136              | 56               | 368              | 52,9             | 9                    | 1                    | 8                    | 11,1                 |           |
| 3  | Allister MacNeil  | 10 octobre 1979 | 12 avril 1980  | 80               | 35               | 32               | 13               | 83               | 51,9             | 4                    | 1                    | 3                    | 25,0                 |           |

### Directeur général
Engagé le 12 janvier 1972, Cliff Fletcher est le seul directeur général qu'ont connu les Flames d'Atlanta. Il reste en poste au moment du déménagement de la franchise à Calgary en 1980.

## Trophées de la LNH et Temple de la renommée
Au cours des huit saisons des Flames, la LNH récompense trois des joueurs de l'équipe de la Géorgie. Deux reçoivent le Trophée Calder remis à la meilleure recrue de la saison : Eric Vail en 1975 et Willi Plett en 1977. En 1979, Bob MacMillan se voit décerner le Trophée Lady Byng remis au joueur détenant le meilleur esprit sportif tout en conservant des performances remarquables.
Depuis 1947, la LNH organise un Match des étoiles. La liste présente les joueurs des Flames y ayant pris part :
- 1973 : Randy Manery
- 1974 : Al McDonough
- 1975 : Curt Bennett, Tom Lysiak
- 1976 : Curt Bennett, Tom Lysiak
- 1977 : Tom Lysiak, Eric Vail
- 1978 : Bill Clement
- 1979 : Pas de Match des étoiles en raison de la Challenge Cup
- 1980 : Kent Nilsson

Cliff Fletcher, directeur général de la franchise de son insertion en 1972 et continuant à cette position après le déménagement à Calgary, est la seule personnalité liée aux Flames d'Atlanta à être honoré par le Temple de la renommée du hockey. Il y est intronisé en tant que bâtisseur en 2004.